# 伶州鳩
伶州鳩（?—?），周景王時期樂官。
據說伶州鳩是盲人。景王二十三年（前522年）周景王想鑄造“無射”大鐘，单穆公極言“不可”，景王又問於伶州鳩。伶州鳩則以“臣之守官弗及”为推托，又提到“政象乐，乐从和，和从平”的道理，並諫言“若夫匮财用，罢民力，以逞淫心，听之不和，比之不度，无益于教，而离民怒神，非臣之所闻也”。景王不听。
次年大鐘果然鑄成，“伶人告和”，伶州鸠卻说“未可知也”。再過一年景王駕崩。《國語》接著又提到伶州鳩以“七律”對曰：“昔武王伐殷，歲在鶉火，月在天駟，日在析木之津，辰在斗柄，星在天黿。星與日辰之位皆在北維。”歷代學者多引此言作為考論西周建國的年代，應該可信。史家何炳棣認為周武王伐紂王時“歲在鶉火”之說，缺乏邏輯的合理性，並且指出西周尚無二十八宿與十二次的觀念。